# Бончо Бончев (генерал)
Бончо Маринов Бончев е български офицер, генерал-майор от Държавна сигурност.

## Биография
Роден е на 11 ноември 1942 г. в Правец. От 4 ноември 1968 г. до 15 октомври 1970 г. е началник на група ІV ст. в Държавна сигурност. От 15 октомври 1970 г. до 29 декември същата година е началник на началник група ІІІ ст. От 29 декември 1970 до 31 август 1974 е началник на отделение. От 30 юли 1981 г. е заместник-началник на управление до 1 април 1982 г. От 1 април 1982 е първи заместник-началник на управление V УБО. През същата година изкарва двумесечен курс в школата на КГБ в Москва. До 1 февруари 1990 г. е първи заместник-началник на УБО. От 2003 до 2007 г. е общински съветник в община Правец. През 2013 г. е удостоен със званието „Заслужил гражданин на Община Правец“